# Otto Seitz (Maler)

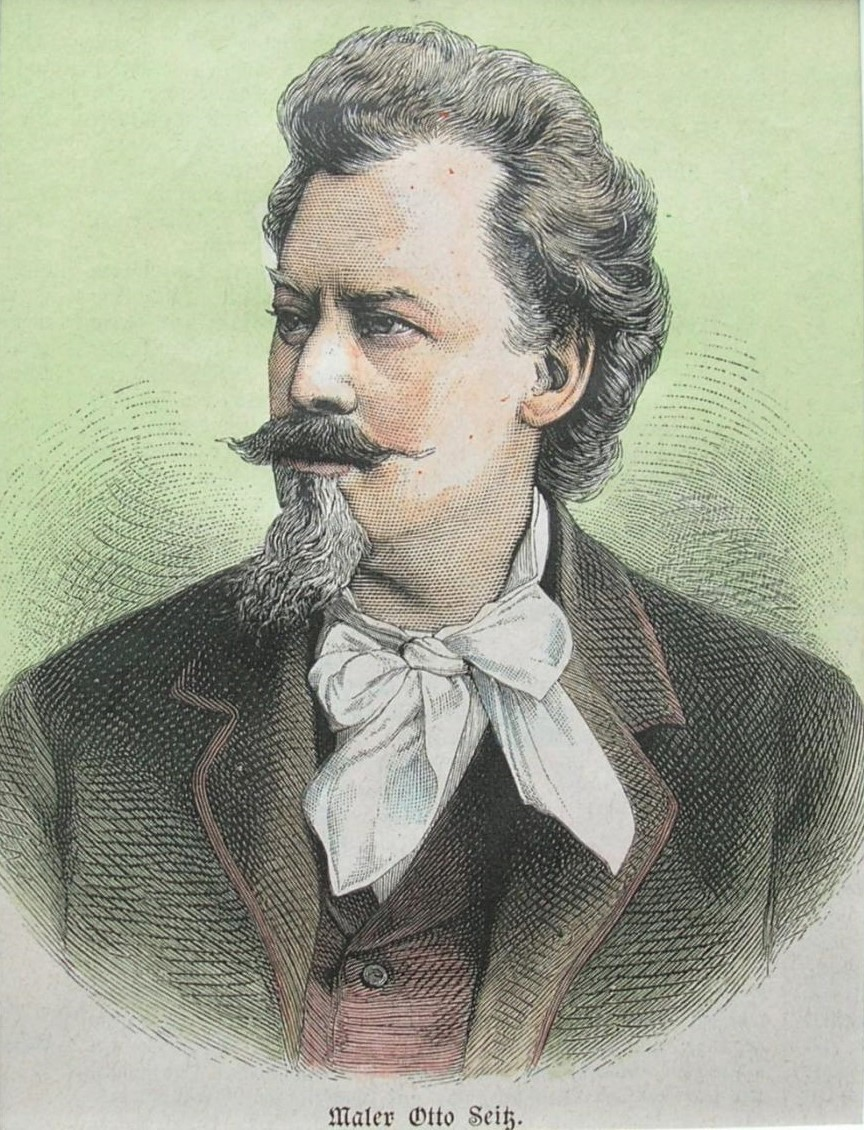
Otto Seitz, 1884

Otto Seitz (* 3. September 1846 in München; † 13. März 1912 ebenda) war ein deutscher Maler.

## Leben
Otto Seitz war ein Sohn des Graveurs und Bildhauers Joseph Seitz. Er studierte ab 1862 an der Münchner Kunstakademie bei Hermann Anschütz und Karl Theodor von Piloty. Ab 1871 war er Lehrer und ab 1883 Professor an der Münchner Kunstakademie und prägte dort durch seine Lehre zahlreiche Künstler, so u. a. Rudolf Köselitz und Heinrich Kiel.
Otto Seitz starb 1912 im Alter von 65 Jahren in München.

## Grabstätte

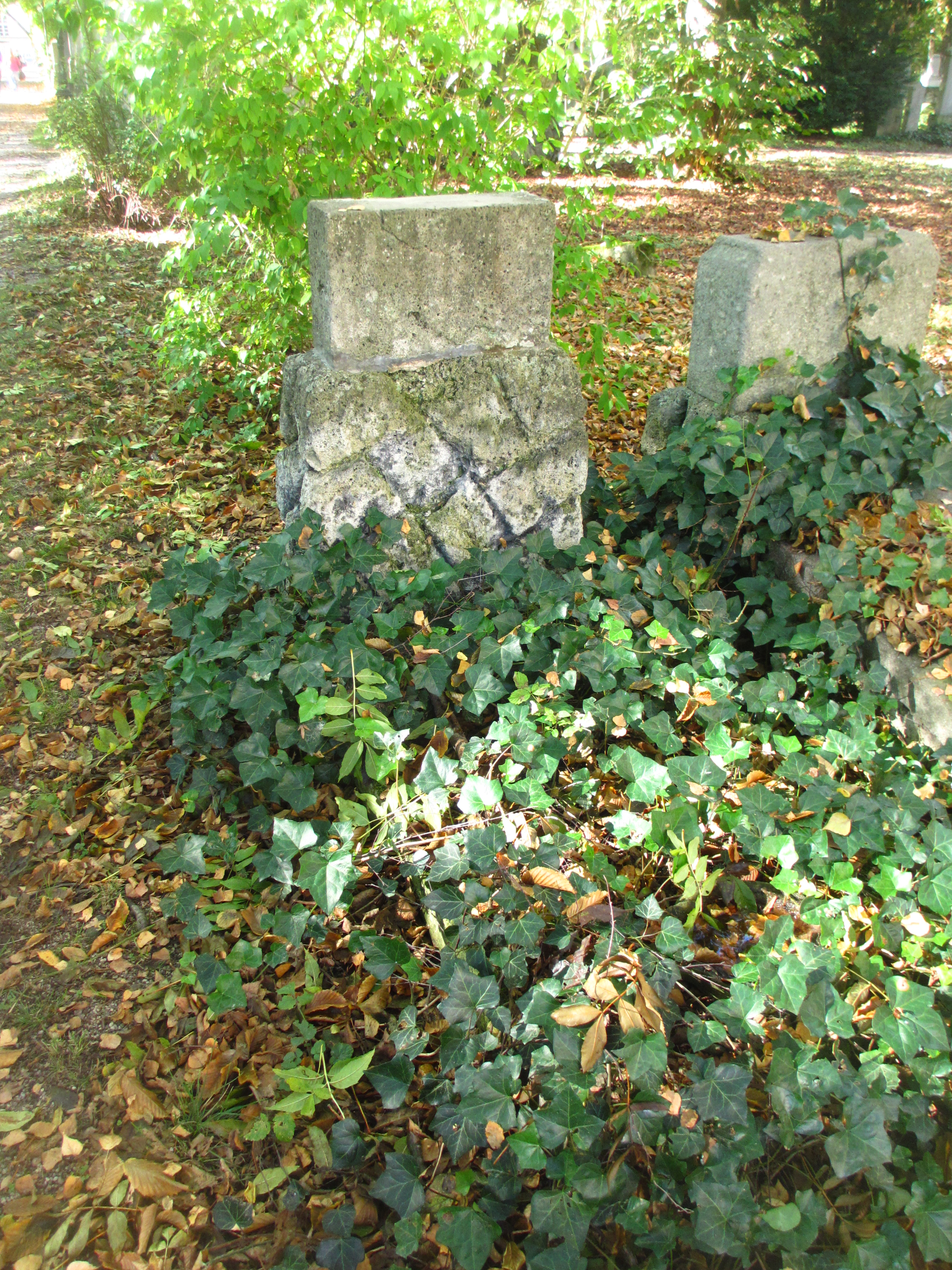
Grab von Otto Seitz auf dem Alten Südlichen Friedhof in München

Die Grabstätte von Otto Seitz befindet sich auf dem Alten Südlichen Friedhof in München (Gräberfeld 7 – Reihe 5 – Platz 56) Standort.

## Werk
Viele seiner Gemälde stellen Personen, Landschaften und Blumenstillleben dar. In Werken mit Titeln wie Zecher und Raufbolde in einer Bauernschenke, Alter Bauer am Tisch mit Bierflasche oder Strassenmusikanten im Hinterhof hielt er Personen und Situationen des Alltagslebens im Bild fest. Einige seiner bekannten Werke sind in kleinem, teilweise im Miniaturformat; so zum Beispiel hat Faun und Nymphe (Öl auf Holz) die Maße 9 × 8 cm und Landschaften (Wasserfarbe/Stift auf Holz) hat Seitenmaße von rund 2 cm.